# Frankie Grande

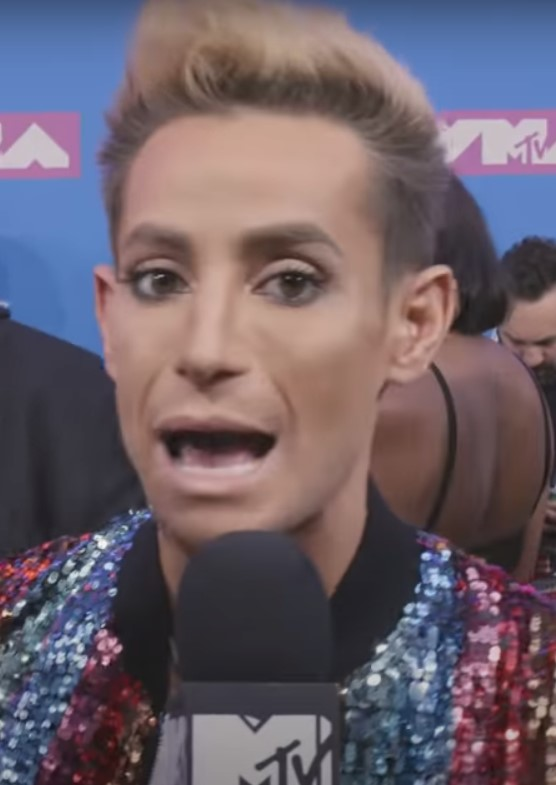
Frankie Grande - Video Music Award (VMA) im Jahr 2018

Frankie Grande (* 24. Januar 1983 in New York City, New York) ist ein US-amerikanischer Schauspieler, Sänger und YouTuber.

## Leben und Karriere
Frankie Grande wurde am 24. Januar 1983 in New York City, New York, geboren. Seine Eltern sind Victor Marchione und Joan Grande, und er ist der Halbbruder von Ariana Grande und James Marchione. Er wuchs in Englewood, New Jersey auf und zog dann im Alter von zehn Jahren mit seiner Mutter nach Boca Raton, Florida, wo er die Pine Crest School besuchte. In der fünften Klasse begann er, in Musicals aufzutreten. Im Jahr 2005 machte er seinen Abschluss am Muhlenberg College in Pennsylvania mit einem Dreifach-Abschluss in Biologie, Theater und Tanz. Er erwog ein Medizinstudium, entschied sich aber nach einem Jahr dagegen und widmete sich dem Theater.
Er begann seine professionelle Karriere 2007, als er in der nationalen Tournee von Dora the Explorer Live! (Dora’s Pirate Adventure) als Boots der Affe auftrat. Im Jahr 2014 nahm er an der 16. Staffel der US-Reality-Show Big Brother teil, wo er den 5. Platz von 16 Teilnehmern belegte.
Im September 2017 spielte er in der Nickelodeon-Sitcom Henry Danger mit, wo er die Rolle des Frankini verkörpert. Im Oktober 2017 trat er im Finale der zweiten Staffel der Netflix-Fernsehserie Haters Back Off auf. Im Jahr 2019 spielte er ein weiteres Mal in Henry Danger in der Musicalfolge mit. Auch für die Serie Danger Force und den Film Henry Danger – Der Film kehrte Grande zurück.

## Filmografie (Auswahl)
- 2014–2017: Big Brother (Fernsehshow, 45 Folgen)
- 2017–2019: Henry Danger (Fernsehserie, 4 Folgen)
- 2017–2019: Indoor Boys (Fernsehserie, 5 Folgen)
- 2017: Haters Back Off (Fernsehserie, 1 Folge)
- 2018: Die Abenteuer von Kid Danger (The Adventures of Kid Danger, Fernsehserie, 1 Folge, Stimme)
- 2020: All Das (All That, Fernsehserie, 1 Folge)
- 2020–2022: Danger Force (Fernsehserie, 6 Folgen)
- 2022: Side Hustle (Fernsehserie, 1 Folge)
- 2025: Henry Danger – Der Film (Henry Danger: The Movie)